# سیستم طبقه‌بندی وضعیت فیزیکی بیماران
سیستم طبقه‌بندی وضعیت فیزیکی بیماران الگوریتمی است که بیماران بر اساس آن قبل از اعمال جراحی طبقه‌بندی می‌شوند. در سال ۱۹۶۳ انجمن متخصصین بیهوشی آمریکا پنج دسته‌بندی برای این طبقه‌بندی تعریف کرد که دسته‌بندی ششم بعدها به آن افزوده شد. این طبقه‌بندی به شرح زیر است:
1. فرد سالم.
2. بیماری سیستمیک خفیف.
3. بیماری سیستمیک شدید.
4. بیماری سیستمیک شدید که حیات فرد بیمار را تهدید می‌کند.
5. بیماری که در صورت عدم جراحی مرگ قطعی را تجربه خواهد کرد.
6. بیمار مبتلا به مرگ مغزی که جهت اهدای عضو تحت عمل جراحی قرار می‌گیرد.

اگر جراحی در شرایط اورژانسی لازم باشد سیستم طبقه‌بندی وضعیت فیزیکی بیماران به دنبال حرف E خواهد آمد، مثلاً 3E یعنی بیماری که مبتلا به یک بیماری سیستمیک شدید بوده که جانش در خطر است و به صورت اورژانسی نیاز به بیهوشی و عمل جراحی دارد.
کلاس ۵ معمولاً حالت اورژانسی داشته و به همین دلیل به شکل 5E نوشته می‌شود. برای دسته ۶ حالت اورژانسی وجود ندارد و بنابراین همیشه به عدد ۶ به تنهایی نوشته می‌شود چرا که جدا کردن اعضای بدن برای اهدای عضو معمولاً به سرعت انجام می‌شود.
تعریف حالت اورژانسی در سال ۱۹۴۰ زمانی که انجمن متخصصین بیهوشی آمریکا اولین طبقه‌بندی را انجام داد به این شکل بود، یک روش جراحی که به نظر جراح باید بدون تأخیر انجام شود اما این تعریف امروزه تغییر کرده و به این شکل درآمده است که هنگامی که تأخیر در درمان به‌طور قابل توجهی باعث افزایش تهدید جان بیمار یا عضوی از بیمار می‌شود.

## محدودیت‌ها و تغییرات پیشنهاد شده
این تعاریف در ویرایش سالانه راهنمای انجمن متخصصین بیهوشی آمریکا آمده‌است. هیچ اطلاعات اضافی وجود ندارد که بتواند این دسته‌بندی‌ها را بیشتر تعریف کند. منطقی است که انتظار یک رده بین کلاس ۲ و ۳ را انتظار داشته باشیم زمانی که فرد بیماری یک بیماری سیستمیک دارد که نه خفیف است و نه شدید بلکه در حد متوسط است. همچنین این رده‌بندی تکلیف بیمارانی که از دو یا چند بیماری سیستمیک با شدتهای مختلف به شکل همزمان رنج می‌برند را به درستی مشخص نکرده‌است.